# Петер Кабат
Петер Кабат е унгарски футболист, нападател.

## Кариера
Кабат е юноша на Хонвед. Там започва и кариерата му. След това игра за Ваваш и Гьозтепе Измир. През 2001 подписва с Левски. Изиграва 15 срещи и вкарва 5 гола, най-известният от които е срещу ЦСКА от пряк свободен удар. През 2002 е продаден на турския Денизлиспор. В сезон 2003/04 отива във ФК Карнен и играе в купата на УЕФА. В Австрия той играе още за Пасчинг и Аустрия Карнен. През 2008 подписва с Уйпещт и става един от голмайсторите на отбора. През 2010 Кабат е привлечен в Дебрецен, за да помогне на отборът в шампионската лига. От есента на 2011 отново носи екипа на Дожа Уйпещ.
Между 2000 и 2006 играе за националния тим на Унгария, за който е записал 16 мача.